# Homa (ö)
Homa är en ö i Finland. Den ligger i sjön Orivesi och i kommunen Nyslott i  landskapet Södra Savolax, i den sydöstra delen av landet, 300 km nordost om huvudstaden Helsingfors. Öns area är 16,2 hektar och dess största längd är 0,7 kilometer i sydöst-nordvästlig riktning.